# Conceição Geremias
Conceição Geremias, född 23 juli 1956, är en friidrottare från Brasilien. Hon deltog vid olympiska sommarspelen 1980, olympiska sommarspelen 1984 och olympiska sommarspelen 1988.